# Земеделски производител
Земеделският производител е човек, занимаващ се със земеделие и животновъдство или култивирани растения като източник на храна, дрехи и други продукти. Терминът обикновено се прилага за хора, които отглеждат комбинация от полски култури, овощни градини, лозя, птици или други животни. Земеделският стопанин може да притежава земеделска земя или да работи като работник върху земя, притежавана от други, но най-често терминът се отнася до собственика на фермата, докато работниците в стопанството/фермата обикновено се наричат работници в стопанството. Земеделски производител, който разчита само на дъждовната вода за напояване на посевите си, се занимава със сухо земеделие.